# Forsythia viridissima
Forsythia viridissima Lindl. 1846 es una especie  de la familia de las oleáceas. Es originaria de China y Corea.

## Descripción
Especie de hoja caduca o semiperenne,  no es tan alta ni tan elegante como Forsythia suspensa Vahl; alcanza 1,8-3 m de alto con ramas más gruesas y más rígidamente ascendentes. Las flores amarillas, que se mantienen apretadas a las ramas, brotan desde mediados hasta finales de primavera.

## Taxonomía
Forsythia viridissima fue descrita por John Lindley y publicado en Journal of the Horticultural Society of London 1: 226–228. 1846.
Etimología
Forsythia: nombre genérico otorgado en honor del botánico William Forsyth.
viridissima: epíteto latíno que significa "el más verde".
Sinonimiaː
- Rangium viridissimum (Lindl.) Ohwi, Acta Phytotax. Geobot. 1: 140 (1932).
- Forsythia viridissima var. incisa Geerinck, Taxonomania 14: 5 (2004).[6]